# Saison 2009-2010 de snooker
Navigation
2008-2009 2010-2011
La saison 2009-2010 de snooker est la 42e saison de snooker. Elle regroupe 43 tournois organisés par la WPBSA entre le 16 mai 2009 et juin 2010.

## Nouveautés
- Cette saison compte six épreuves classées, soit deux de moins que la saison précédente : le championnat de Bahreïn n'a pas été maintenu tout comme le Classique d'Irlande du Nord[2].
- Le Classique de Jiangsu se tient en revanche pour la première fois[3].

## Calendrier
| C = Tournoi classé (professionnel)                  |
| NC = Tournoi non classé (professionnel)             |
| SM = Séries mondiales (professionnel)               |
| PCS = Pro Challenge Series (professionnel)          |
| TE = Tournoi par équipes (professionnel et amateur) |
| A = Tournoi alternatif (professionnel)              |
| P/A = Tournoi pro-am (professionnel et amateur)     |
| SIP = Séries internationales Pontins (amateur)      |

| Dates (mois-jour) | Dates (mois-jour) | Tournoi                                            | Lieu              | Site                                           | Cat. | Vainqueur           | Finaliste            | Score | Références |
| 05–16             | 05–17             | Séries mondiales (épreuve de Killarney)            | Killarney         | INEC                                           | SM   | Shaun Murphy        | Jimmy White          | 5–1   | [ 4 ]      |
| 06–04             | 06–07             | Classique de Jiangsu                               | Wuxi              | Wuxi City Sports Park Stadium                  | NC   | Mark Allen          | Ding Junhui          | 6–0   | [ 5 ]      |
| 06–22             | 06–26             | Séries internationales Pontins (épreuve 1)         | Prestatyn         | Pontins                                        | SIP  | Jack Lisowski       | Liam Highfield       | 6–5   | ,          |
| 07–07             | 07–12             | Grand Prix mondial à six billes rouges             | Bangkok           | Montien Riverside Hotel                        | A    | Jimmy White         | Barry Hawkins        | 8–6   | [ 8 ]      |
| 07–07             | 07–12             | Challenge international de Pékin                   | Pékin             | Gymnase des étudiants de l'université de Pékin | NC   | Liang Wenbo         | Stephen Maguire      | 7–6   | [ 9 ]      |
| 07–13             | 07–17             | Coupe générale internationale                      | Hong Kong         | General Snooker Club                           | NC   | Ricky Walden        | Liang Wenbo          | 6–2   | [ 10 ]     |
| 07–22             | 07–26             | Open d'Angleterre Paul Hunter                      | Leeds             | Northern Snooker Centre                        | P/A  | Stuart Bingham      | Simon Bedford (en)   | 6–0   | [ 11 ]     |
| 07–22             | 07–26             | Jeux mondiaux                                      | Kaohsiung         | Stade d'arts martiaux Chung Cheng              | P/A  | Nigel Bond          | David Grace          | 3–0   | ,          |
| 07–24             | 07–26             | Classique d'Irlande                                | Kildare           | Celbridge Snooker Club                         | NC   | Joe Swail           | Fergal O'Brien       | 5–0   | [ 14 ]     |
| 07–27             | 07–31             | Séries internationales Pontins (épreuve 2)         | Prestatyn         | Pontins                                        | SIP  | Liam Highfield      | Neal Jones           | 6–2   | ,          |
| 07–28             | 07–30             | Pro Challenge Series (épreuve 1)                   | Leeds             | Northern Snooker Centre                        | PCS  | Stephen Maguire     | Alan McManus         | 5–2   | [ 16 ]     |
| 08–13             | 08–16             | Classique Paul Hunter                              | Fürth             | Stadthalle                                     | P/A  | Shaun Murphy        | Jimmy White          | 4–0   | [ 17 ]     |
| 08–23             | 08–28             | Séries internationales Pontins (épreuve 3)         | Prestatyn         | Pontins                                        | SIP  | Paul Davison        | Kyren Wilson         | 6–4   | ,          |
| 08–31             | 09–01             | Pro Challenge Series (épreuve à six billes rouges) | Prestatyn         | Pontins                                        | PCS  | Ken Doherty         | Martin Gould         | 6–2   | [ 19 ]     |
| 09–07             | 09–13             | Masters de Shanghai                                | Shanghai          | Shanghai Indoor Stadium                        | C    | Ronnie O'Sullivan   | Liang Wenbo          | 10–5  | [ 20 ]     |
| 10-??             | 10-??             | Tournoi Pontins pro-am (automne)                   | Prestatyn         | Pontins                                        | P/A  | Michael Georgiou    | David Donovan        | 5-2   |            |
| 10–03             | 10–11             | Grand Prix                                         | Glasgow           | Kelvin Hall                                    | C    | Neil Robertson      | Ding Junhui          | 9–4   | [ 21 ]     |
| 10–17             | 10–18             | Séries mondiales (épreuve de Prague)               | Prague            | Aréna Sparta Podvinný Mlýn                     | SM   | Jimmy White         | Graeme Dott          | 5–3   | [ 22 ]     |
| 10–19             | 10–23             | Séries internationales Pontins (épreuve 4)         | Prestatyn         | Pontins                                        | SIP  | Jamie Jones         | Jak Jones            | 6–0   | ,          |
| 10–26             | 10–29             | Épreuve qualificative au Masters                   | Prestatyn         | Pontins                                        | NC   | Rory McLeod         | Andrew Higginson     | 6–1   | [ 24 ]     |
| 10–31             | 11-01             | Légendes du snooker                                | Glenrothes        | Rothes Hall                                    | NC   | Stephen Hendry      | Ken Doherty          | 5-3   |            |
| 10–31             | 11–07             | Jeux asiatiques en salle (individuel)              | Hô-Chi-Minh-Ville | Gymnase Phan Đình Phùng                        | P/A  | Jin Long            | Nader Khan Sultani   | 4–0   | [ 25 ]     |
| 10–31             | 11–07             | Jeux asiatiques en salle (par équipes)             | Hô-Chi-Minh-Ville | Gymnase Phan Đình Phùng                        | TE   | Inde                | Qatar                | 3–0   |            |
| 10–31             | 11–07             | Jeux asiatiques en salle (à six billes rouges)     | Hô-Chi-Minh-Ville | Gymnase Phan Đình Phùng                        | A    | Xiao Guodong        | Liang Wenbo          | 5-2   |            |
| 11–09             | 11–11             | Pro Challenge Series (épreuve 3)                   | Leicester         | Willie Thorne Snooker Centre                   | PCS  | Robert Milkins      | Joe Jogia            | 5–3   | [ 26 ]     |
| 11–14             | 11–15             | Tournoi Pontins pro-am (séries mondiales)          | Prestatyn         | Pontins                                        | P/A  | Stuart Bingham      | Ken Doherty          | 3–1   | [ 27 ]     |
| 09–03             | 11–29             | Première ligue                                     | Hopton-on-Sea     | Potters Leisure Resort                         | NC   | Shaun Murphy        | Ronnie O'Sullivan    | 7–3   | [ 28 ]     |
| 12–05             | 12–13             | Championnat du Royaume-Uni                         | Telford           | Telford International Centre                   | C    | Ding Junhui         | John Higgins         | 10–8  | [ 29 ]     |
| 12–07             | 12–11             | Séries internationales Pontins (épreuve 5)         | Prestatyn         | Pontins                                        | SIP  | Anthony McGill      | Farakh Ajaib (en)    | 6–0   | ,          |
| 12–15             | 12–18             | Championnat du monde à six billes rouges           | Killarney         | INEC                                           | A    | Mark Davis          | Mark Williams        | 6–3   | [ 31 ]     |
| 12–04             | 12–20             | Open des Pays-Bas                                  | Bois-le-Duc       | Snookercentrum De Dieze                        | P/A  | Bjorn Haneveer (en) | Matthew Couch        | 6–3   |            |
| 01-06             | 01-09             | Open des trois rois                                | Rankweil          | Patricks Candian Taverne                       | P/A  | Dominic Dale        | Matthew Couch        | 5-1   |            |
| 01–10             | 01–17             | Masters                                            | Londres           | Wembley Arena                                  | NC   | Mark Selby          | Ronnie O'Sullivan    | 10–9  | [ 32 ]     |
| 01–25             | 01–31             | Open du pays de Galles                             | Newport           | Newport Centre                                 | C    | John Higgins        | Ali Carter           | 9–4   | [ 33 ]     |
| 02–12             | 02–14             | Challenge de Finlande                              | Turku             | Turku Sports Club                              | P/A  | Mark Williams       | Robin Hull           | 6–1   | [ 34 ]     |
| 02–16             | 02–18             | Pro Challenge Series (épreuve 5)                   | Liverpool         | George Scott Snooker Club                      | PCS  | Barry Hawkins       | Michael Holt         | 5–1   | [ 35 ]     |
| 02–28             | 03–05             | Séries internationales Pontins (épreuve 6)         | Prestatyn         | Pontins                                        | SIP  | Kyren Wilson        | Liam Highfield       | 6–4   | ,          |
| 01–04             | 03–25             | Championnat de la ligue                            | Stock             | Crondon Park Golf Club                         | NC   | Marco Fu            | Mark Allen           | 3–2   | [ 37 ]     |
| 03–29             | 04–04             | Open de Chine                                      | Pékin             | Gymnase des étudiants de l'université de Pékin | C    | Mark Williams       | Ding Junhui          | 10–6  | [ 38 ]     |
| 04–11             | 04–16             | Séries internationales Pontins (épreuve 7)         | Prestatyn         | Pontins                                        | SIP  | Paul Davison        | Justin Astley (en)   | 6–2   | ,          |
| 04–17             | 05–03             | Championnat du monde                               | Sheffield         | Crucible Theatre                               | C    | Neil Robertson      | Graeme Dott          | 18–13 | [ 40 ]     |
| 05–04             | 05–08             | Séries internationales Pontins (épreuve 8)         | Prestatyn         | Pontins                                        | SIP  | Jack Lisowski       | Justin Astley (en)   | 6–1   | ,          |
| 06-??             | 06-??             | Tournoi Pontins pro-am (printemps)                 | Prestatyn         | Pontins                                        | P/A  | Nigel Bond          | Stephen Craigie (en) | 5-2   |            |

## Attribution des points
Points attribués lors des épreuves comptant pour le classement mondial :
| Tournoi                    | Joueurs (nombre / statut) | 96  | 80   | 64   | 48   | 32   | 16   | Quart de finalistes | Demi-finalistes | Finaliste | Vainqueur |
| Masters de Shanghai        | Non tête de série         | 560 | 910  | 1260 | 1610 | 1960 | 2660 | 3500                | 4480            | 5600      | 7000      |
| Masters de Shanghai        | Tête de série             | 280 | 455  | 630  | 805  | 980  | 2660 | 3500                | 4480            | 5600      | 7000      |
| Grand Prix                 | Non tête de série         | 560 | 910  | 1260 | 1610 | 1960 | 2660 | 3500                | 4480            | 5600      | 7000      |
| Grand Prix                 | Tête de série             | 280 | 455  | 630  | 805  | 980  | 2660 | 3500                | 4480            | 5600      | 7000      |
| Championnat du Royaume-Uni | Non tête de série         | 640 | 1040 | 1440 | 1840 | 2240 | 3040 | 4000                | 5120            | 6400      | 8000      |
| Championnat du Royaume-Uni | Tête de série             | 320 | 520  | 720  | 920  | 1120 | 3040 | 4000                | 5120            | 6400      | 8000      |
| Open du pays de Galles     | Non tête de série         | 400 | 650  | 900  | 1150 | 1400 | 1900 | 2500                | 3200            | 4000      | 5000      |
| Open du pays de Galles     | Tête de série             | 200 | 325  | 450  | 575  | 700  | 1900 | 2500                | 3200            | 4000      | 5000      |
| Open de Chine              | Non tête de série         | 560 | 910  | 1260 | 1610 | 1960 | 2660 | 3500                | 4480            | 5600      | 7000      |
| Open de Chine              | Tête de série             | 280 | 455  | 630  | 805  | 980  | 2660 | 3500                | 4480            | 5600      | 7000      |
| Championnat du monde       | Non tête de série         | 800 | 1300 | 1800 | 2300 | 2800 | 3800 | 5000                | 6400            | 8000      | 10000     |
| Championnat du monde       | Tête de série             | 400 | 650  | 900  | 1150 | 1400 | 3800 | 5000                | 6400            | 8000      | 10000     |

## Classement mondialen début et fin de saison

### Après lechampionnat du monde 2009
| Rang | Évol.         | Joueur            | Points |
| 1    | en stagnation | Ronnie O'Sullivan | 53575  |
| 2    | en stagnation | Stephen Maguire   | 48050  |
| 3    | en stagnation | Shaun Murphy      | 47175  |
| 4    | 1             | John Higgins      | 45825  |
| 5    | 2             | Ali Carter        | 42525  |
| 6    | 2             | Ryan Day          | 40675  |
| 7    | 3             | Mark Selby        | 37975  |
| 8    | 6             | Marco Fu          | 37350  |
| 9    | 1             | Neil Robertson    | 35225  |
| 10   | 4             | Stephen Hendry    | 33125  |
| 11   | 5             | Mark Allen        | 32875  |
| 12   | en stagnation | Joe Perry         | 32875  |
| 13   | 2             | Ding Junhui       | 29644  |
| 14   | 5             | Peter Ebdon       | 29400  |
| 15   | 7             | Mark Williams     | 29319  |
| 16   | 1             | Mark King         | 28300  |

### Après lechampionnat du monde 2010
| Rang | Évol. | Joueur            | Points |
| 1    | 3     | John Higgins      | 57820  |
| 2    | 7     | Neil Robertson    | 48405  |
| 3    | 2     | Ronnie O'Sullivan | 47835  |
| 4    | 1     | Ali Carter        | 46620  |
| 5    | 8     | Ding Junhui       | 40975  |
| 6    | 4     | Stephen Maguire   | 40495  |
| 7    | 4     | Shaun Murphy      | 38655  |
| 8    | 7     | Mark Williams     | 37699  |
| 9    | 2     | Mark Selby        | 35445  |
| 10   | 1     | Mark Allen        | 35380  |
| 11   | 1     | Stephen Hendry    | 33785  |
| 12   | 6     | Ryan Day          | 33410  |
| 13   | 15    | Graeme Dott       | 30890  |
| 14   | 6     | Marco Fu          | 29635  |
| 15   | 1     | Mark King         | 29085  |
| 16   | 10    | Liang Wenbo       | 28065  |